# ISO 3166-2:FM

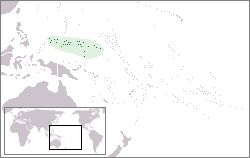
نمایی از محدودهٔ کشور ایالات فدرال میکرونزی. کد ISO 3166-2:FM بخشی از استاندارد ایزو ۳۱۶۶ برای این کشور است.

کد ISO 3166-2:FM بخشی از استاندارد ایزو ۳۱۶۶ برای کشور ایالات فدرال میکرونزی است که توسط سازمان بین‌المللی استانداردسازی ISO تنظیم شده‌است این سازمان، کدهای استاندارد را برای تقسیمات کشوری (ایالت‌ها یا استان‌های) کشورهای فهرست شده در استاندارد ایزو ۳۱۶۶-۱ تعریف می‌کند.
هر کد شامل دو بخش می‌گردد که توسط علامت - جدا می‌گردند.
- بخش نخست FM که در ایزو ۳۱۶۶-۱ آلفا-۲ کد  کشور ایالات فدرال میکرونزی است.
- بخش دوم شامل یک یا دو یا سه حرف است که بیان‌کننده استان یا ایالت کشور ایالات فدرال میکرونزی می‌باشد.

## کدها
| کدها   | استان          |
| ------ | -------------- |
| ML-BKO | باماکو         |
| ML-7   | استان گائو     |
| ML-1   | استان کایس     |
| ML-8   | استان کیدال    |
| ML-2   | استان کولیکورو |
| ML-5   | استان موپتی    |
| ML-4   | استان سگو      |
| ML-3   | استان سیکاسو   |
| ML-6   | استان تومبوکتو |